# Беданоков, Рамазан Хусенович
Рамазан Хусенович Беданоков (16 апреля 1957, аул Шовгеновск, Шовгеновского района, Адыгейская АО, Краснодарский край, РСФСР, СССР) — советский дзюдоист, самбист и тренер. Мастер спорта СССР международного класса по дзюдо (1983 г.). и мастер спорта СССР по самбо (1975 г.).
Родной брат самбиста и дзюдоиста Байзета Хусейновича Беданокова.
Выступал в весовых категориях до 80 кг, до 78 кг и до 86 кг. Тренировался под руководством  Багадирова Каральбия Джамболетовича и Коблева Якуба Камболетовича.

## Образование
В 1979 году окончил факультет физвоспитания Адыгейского государственного педагогического института. 

## Спортивная карьера
Изначально Рамазан занимался футболом, его команда из аула Шовгеновск выиграла первенство Адыгейской автономной области на приз «Кожаный мяч». Адыгейский областной спорткомитет приметил молодых перспективных футболистов и всей командой пригласил в Майкоп — тренироваться и учиться в школе-интернате.
Ребят готовили как молодую смену футболистов для команды майкопской «Дружбы». Конечно же, родители с неохотой отпустили Рамазана на учёбу, переживали за него, особенно мама. Но отец Рамазана одобрил переезд сына в Майкоп. Один год Рамазан с полной отдачей усердно занимался футболом, пока не увидел тренировку самбистов. 
Смотря, как ребята тренируются, словно завороженный,- он уже не мог ни о чем думать, кроме самбо. Вернувшись домой на каникулы, он узнал, что в родной аул приехал тренер по самбо Багадиров Каральбий Джамболетович - ученик Коблева Якуба Камболетовича. Очарованный интересными тренировками Рамазан окончательно отдал предпочтение самбо .  
В 1972 году пятнадцатилетний Рамазан попал в первый набор секции Каральбия Багадирова. Занятия шли в переполненном занимающимися борцами зале средней школы №1 Шовгеновска. Через год занятий Рамазан впервые становится чемпионом юношеского первенства Адыгейской автономной области по самбо, а через три года занятий Рамазан выполнил норматив мастера спорта СССР по самбо.  
В 1975 году он становится серебряным призёром молодёжного первенства СССР по самбо в г. Брянск, а также призёром первенства РСФСР по дзюдо в г. Рыбинск. Для выхода на профессиональный уровень взрослого спорта —  в 1975 г. он переезжает в г. Майкоп, занимаясь в одном зале с такими зрелыми мастерами, как:  Владимир Невзоров, Гумер Костоков, Арамбий Емиж, Владимир Гурин, Аристотель Спиров, Виктор Раздолькин, Владимир Дутов, Арамбий Хапай и др. В отличие от многих борцов, полностью перешедших в дзюдо, Рамазан параллельно успешно выступает ещё и на крупных соревнованиях по самбо. 
В 1976 г. выиграв молодёжное первенство СССР, становится членом юниорской сборной СССР и получает необходимый международный опыт, участвуя в нескольких зарубежных турнирах. 
Вместе с  Виктором Невзоровым был ведущим спарринг-партнёром Владимира Невзорова при его подготовки к Олимпийским Играм в Монреале.  
С 1977 по 1979 гг привлекался во взрослую сборную СССР в цикле московской Олимпиады. 
1982 г. стал пиком его спортивной карьеры: на чемпионате СССР по дзюдо в г. Кишинёв он дошёл до финала, где в решающей схватке дал серьёзный бой олимпийскому чемпиону московской Олимпиады тбилисцу Шоте Хабарели. Лишь по хантею (решению судей) победу присудили Хабарели. В 1983  году после успешного выступления на турнире категории «А» в г. Прага ему было присвоено звание Мастера спорта СССР международного класса по дзюдо.  
С 1984 по 1988 гг вместе с другим майкопчанином Русланом Снаховым выступал за сборную Белоруссии по дзюдо и самбо.  
В 1987 году стал бронзовым призёром Чемпионата СССР по самбо в г. Ташкент. После 15 лет активных выступлений в 1988 году завершил профессиональную карьеру спортсмена.  
Мастер спорта СССР по самбо (1975 г.) и по дзюдо (1979 г.).  Мастер спорта СССР международного класса по дзюдо (1983 г.).
Член молодёжной и взрослой сборной СССР по дзюдо.
С 1973 по 1988 гг профессионально выступал на различных соревнованиях всесоюзного и международного уровня по самбо и дзюдо. Представлял ДСО «Урожай» и Вооружённые силы СССР (Северная Группа Войск).

#### Выступления на турнирах по дзюдо (мужчины):
- Чемпионат СССР по дзюдо 1982 года в  г. Кишинёв —
- Кубок СССР по дзюдо 1978 г. в составе сборной РСФСР в 1978 г. в г. Каунас —
- Кубок СССР по дзюдо 1977 г. в составе сборной «Сельских ДСО» в 1977 г. в г. Кишинёв —
- Международный турнир категории «А» в 1983 г. в г. Прага —
- Международный турнир категории «А» в 1978 г. в г. Тбилиси —
- Чемпионат Дружественных Армий в 1985 г. в г. Киев —
- Международный турнир на призы журнала «Советские профсоюзы»  в 1982 г. в  г. Кишинёв —
- Международный турнир на призы журнала «Советские профсоюзы»  в 1978 г. в г. Майкоп —
- Международный турнир «OKISZ Kupa» в 1978 г. в г. Будапешт —
- Международный турнир «OKISZ Kupa» в 1979 г. в г. Будапешт —
- Бронзовый призёр Чемпионата ВЦСПС в 1977 г. Рига —
- Всесоюзный турнир «Памяти героев Курской битвы» в 1979 г. в г. Курск —
- Неоднократный чемпион Центрального Совета ДСО «Урожай»
- Неоднократный чемпион Вооружённых Сил СССР
- Участник международных матчевых встреч с японской и венгерскими командами по дзюдо в г. Майкоп

#### Выступления на турнирах по дзюдо (юниоры):
- Молодёжное первенство СССР по дзюдо 1976 г. в г. Николаев —
- Международный турнир «Дружба» среди юниоров в 1976 г. в г. Пхеньян —
- Международный турнир  среди юниоров в 1976 г. в г. Будапешт —
- Международный турнир  среди юниоров в 1976 г. в г. Лодзь —

#### Выступления на турнирах по самбо:
- Чемпионат СССР по самбо 1987 года в г. Ташкент —
- Молодёжное первенство СССР по дзюдо 1975 г. в г. Брянск —
- III Всесоюзные Спортивные Сельские Игры 1978 г. в г. Кишинёв —

#### Коронные приёмы:
- Бросок через спину с колен и со стойки
- Бросок "мельница" (катагурума)
- Бросок через грудь
- Работа на захватах
- Борьба в партере

## Тренерская карьера
Заслуженный Тренер Республики Адыгеи.
Старший тренер-преподаватель по борьбе дзюдо.
В 2005 году принял решение вернуться в спорт, начав тренерскую работу в СШОР по дзюдо им. Я.К. Коблева г. Майкоп . За время работы были подготовлены следующие известные спортсмены :
- Арданов Анзаур (дзюдо, МСМК)
- Шевоцуков Рустам (дзюдо, МСМК)
- Шевоцуков Айдамир (дзюдо, МС)
- Беданоков Заур (дзюдо, ЗМС по спорту глухих)
- Датхужев Алий (дзюдо, МС)
- Хакуринов Хазрет (дзюдо, МС)
- Шегушев Амир (дзюдо, МС)
- Багов Аслан (дзюдо, МС)